# Apteromantis bolivari
Apteromantis bolivari (Werner, 1929) è un insetto mantoideo della famiglia Mantidae.

## Descrizione
Molto simile a Apteromantis aptera, ma con addome più allungato e sottile e occhi più conici.

## Distribuzione e habitat
Vive in Algeria e Marocco, in aree semi-desertiche e retrodunali. Dubbia la presenza in Portogallo.